# 西鉄バス北九州・門司自動車営業所

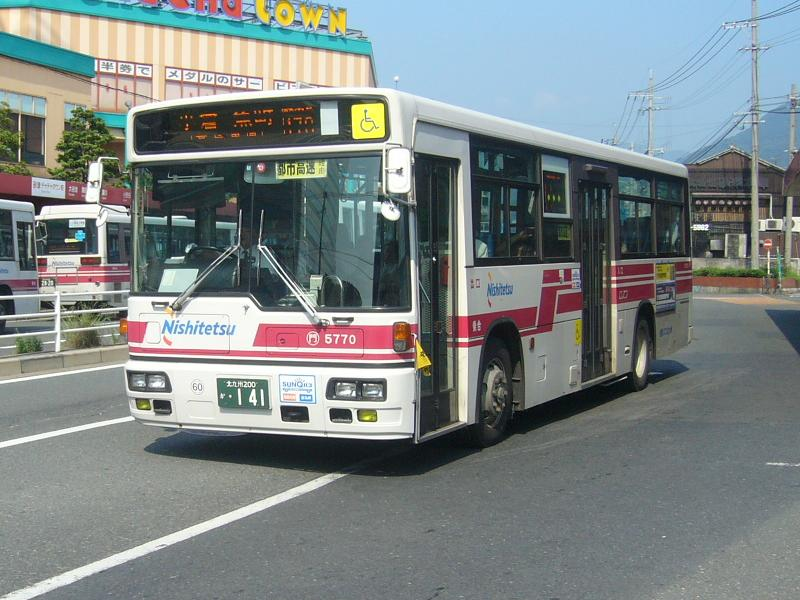
一般路線車

西鉄バス北九州・門司自動車営業所（にしてつバスきたきゅうしゅうもじじどうしゃえいぎょうしょ）は西鉄バス北九州のバス営業所の一つで、主に北九州市都心部と門司区西部を結ぶ路線を担当する。西鉄グループでは最北端のバス営業所でもある。2020年3月14日から一時期北九州高速自動車営業所よりふくふく号が移管され、ふくふく号が西日本鉄道からの管理委託路線となっている都合により、西日本鉄道門司第二自動車営業所を併設していた（2023年3月25日を以って当営業所による運行を終了ならびに管理委託解除に伴い西日本鉄道門司第二自動車営業所を閉鎖）。
2009年2月22日、北九州地区では小倉・八幡に続いて門司・戸畑・蜷田の3営業所へのnimoca導入が実施された（その後、蜷田営業所は廃止された）。

## 管轄路線
2023年12月7日現在の路線（太字は終点・始発停留所）

### 門司 - 戸畑線
- 田野浦 - 門司港レトロ間の経路について
  - 3番・7番・70番・72番・170番は大久保越、東門司一丁目、レトロ東本町一丁目の海岸（北側（海側））を経由する路線
  - 75番・95番は、清見三丁目、長谷の山手（南側（山側））を経由する路線

門司区・小倉北区・戸畑区を相互に結ぶ路線。門司方面は門司港レトロや和布刈への観光需要もあり、なおかつ生活路線としての性格も持つ、北九州地区屈指のドル箱路線である。門司駅 - 鳥越間は新小文字病院前・原町経由（国道3号を直行）。7番・170番・175番以外は全て戸畑営業所と共同運行。70番門司港駅発着・72番・74番のみ門司港駅に乗り入れ。（175番は門司港レトロも経由しない、63番と7番田野浦折り返しは門司港駅・門司港レトロ自体を経由せず）。大半の路線はJRと並行しており、JR不通時の代替輸送も兼ねている。接続する鉄道駅も多くあり、該当する接続駅は、門司港駅（門司港レトロおよび門司港駅）・小森江駅（市立門司病院前）・門司駅（門司駅）・小倉駅（小倉駅入口）・西小倉駅（西小倉駅前）・九州工大前駅（工大入口）・戸畑駅（幸町から徒歩数分または戸畑駅方面のバスに乗り換え）である。
- ■□■ 70（門司駅は70、大門→門司港駅は72、中町→青葉車庫は77）
  - 田野浦 - 大久保越 - 東門司一丁目 - レトロ東本町一丁目 - 門司港レトロ - 二夕松町 - 小森江 - 門司駅前 - 新小文字病院前 - 手向山トンネル口 - 上富野一丁目 - 砂津 - 小倉駅入口 - 魚町 - 西小倉駅前 - 大門 - 小倉高校下 - 中井口 - 三六 - 幸町 - （←戸畑営業所←） - 戸畑渡場
  - 田野浦→大久保越→東門司一丁目→東本町二丁目 - レトロ東本町一丁目 - レトロ桟橋通 - 二夕松町 - 小森江 - 門司駅前 - 新小文字病院前 - 手向山トンネル口 - 上富野一丁目 - 砂津 - 小倉駅入口 - 魚町 - 西小倉駅前 - 大門 - 小倉高校下 - 中井口 - 三六 - 幸町 - （←戸畑営業所←） - 戸畑渡場
  - 門司港駅前 - （→門司港レトロ（桟橋通り交差点）→） - 二夕松町 - 小森江 - 門司駅前 - 新小文字病院前 - 砂津 - 小倉駅入口 - 魚町 - 西小倉駅前 - 大門 - 小倉高校下 - 中井口 - 三六 - 幸町 - （←戸畑営業所←） - 戸畑渡場
  - 田野浦 - 大久保越 - 東門司一丁目 - レトロ東本町一丁目 - 門司港レトロ - 二夕松町 - 小森江 - 門司駅前 - 新小文字病院前 - 砂津 - 小倉駅入口 - 魚町 - 西小倉駅前 - 大門 - 青葉車庫
  - 田野浦→大久保越→東門司一丁目→東本町二丁目 - レトロ東本町一丁目 - 門司港レトロ - 二夕松町 - 小森江 - 門司駅前 - 新小文字病院前 - 砂津 - 小倉駅入口 - 魚町 - 西小倉駅前 - 大門 - 青葉車庫
    - 田野浦・門司港 - 戸畑渡場間を海岸、門司港レトロ、中井口経由で結ぶ門司 - 戸畑線の基幹路線。
    - 戸畑渡場行きの路線は戸畑駅を経由しない（以下の路線でも同様）。田野浦発着が大半であるが、東本町二丁目発着も何本かある。門司港駅発着も数本あり、折り返しは一部を除き7番太刀浦埠頭入口行きとなる。青葉車庫系統は2013年3月16日ダイヤ改正分からの新設路線。2022年7月23日ダイヤ改正より一部が門司駅前発着となった。
    - 小倉営業所・八幡営業所所管の71番（砂津 - 若松/黒崎）は過去70番を名乗っており、路線番号および路線が重複していたが、これはかつて田野浦 - 門司 - 砂津 - 若松/黒崎と直通運行する系統が存在した名残である。
- ■□ 72（中町→青葉車庫は77）
  - 田野浦 - 大久保越 - 東門司一丁目 - レトロ東本町一丁目 - 門司港レトロ - 門司港駅前 -　門司港レトロ　－二夕松町 - 小森江 - 門司駅前 - 新小文字病院前 - 手向山トンネル口 - 上富野一丁目 - 砂津 - 小倉駅入口 - 魚町 - 西小倉駅前 - 大門 - 青葉車庫
  - 東本町二丁目 - レトロ東本町一丁目 - 門司港レトロ - 門司港駅前 - 門司港レトロ  - 二夕松町 - 小森江 - 門司駅前 - 新小文字病院前 - 手向山トンネル口 - 上富野一丁目 - 砂津 - 小倉駅入口 - 魚町 - 西小倉駅前 - 大門 - 青葉車庫
    - 2015年10月1日からの新規路線。70番と違って門司港駅を経由する。門司港駅・東本町二丁目発着も数本ある。
    - 2022年7月23日ダイヤ改正から、大門→門司方面で門司港駅前へ乗り入れる系統は72番に統一されている。
- ■■ 74（中町→青葉車庫は77、中町→戸畑渡場は70、門司港駅前→和布刈は4）
  - 和布刈 - 東本町二丁目 - レトロ東本町一丁目 - 門司港レトロ  - 門司港駅 - （→門司港レトロ →） - 二夕松町 - 小森江 - 門司駅前 - 新小文字病院前 - 手向山トンネル口 - 上富野一丁目 - 砂津 - 小倉駅入口 - 魚町 - 西小倉駅前 - 大門 - 小倉高校下 - 中井口 - 三六 - 幸町 - （←戸畑営業所←） - 戸畑渡場
  - 和布刈 - 東本町二丁目 - レトロ東本町一丁目 - 門司港レトロ  - 門司港駅 - （→門司港レトロ →） - 二夕松町 - 小森江 - 門司駅前 - 新小文字病院前 - 手向山トンネル口 - 上富野一丁目 - 砂津 - 小倉駅入口 - 魚町 - 西小倉駅前 - 大門 - 青葉車庫
    - 2007年のダイヤ改正により新設。門司港レトロの観光地化により脚光を浴びた和布刈地区と、戸畑区・小倉北区からのアクセスを強化した路線。従来の70番（上記参照）に門司港ローカル線の4番（門司港駅 - 和布刈）をプラスした意味合いで74番となった。のちに4番は門司港駅前→和布刈間の番号変更として復活している。
    - 2022年7月23日ダイヤ改正で戸畑渡場発着の殆どが青葉車庫までに短縮されている。なお、臨時で門司港駅前から和布刈間の区間便も設定される事もある。
- ■■ 63（大門→門司駅は77、鳥越→戸畑駅は83）
  - 淡島神社前 - 奥田一丁目 - 大川橋 - 門司駅前 - 新小文字病院前 - 手向山トンネル口 - 上富野一丁目 - 砂津 - 小倉駅入口 - 魚町 - 西小倉駅前 - 大門 - 金田二丁目 - （←金田陸橋西←） - 一枝入口 - 明治学園前 - 戸畑区役所 - 浅生通り - 浅生市場前 - 戸畑駅
    - もとは柄杓田 - 戸畑駅間を大川橋、一枝（福岡県道271号下到津戸畑線）経由で結ぶ路線として、2008年3月24日に開設された系統である。
    - 2022年7月23日ダイヤ改正で門司駅を軸に系統分断。門司駅から戸畑方面は門司 - 戸畑線のまま、門司駅 - 柄杓田は奥田線（恒見営業所運行）へ移管された。平日ダイヤ朝1本のみ淡島神社発戸畑駅行きが、各日戸畑駅発の最終1本のみ淡島神社行きが運行される。そのほかはすべて門司駅 - 戸畑駅間の運行。
    - 淡島神社前 - 東四丁目、鳥越 - 戸畑駅間は83番と同一経路を通る。鳥越→戸畑駅間に関しては2022年7月23日のダイヤ改正で行先番号も83番に統一されている。
- ■□ 75（中町→青葉車庫は77）
  - 田野浦 - 清見三丁目 - 長谷 - 門司港レトロ  - 二夕松町 - 小森江 - 門司駅前 - 新小文字病院前 - 手向山トンネル口 - 上富野一丁目 - 砂津 - 小倉駅入口 - 魚町 - 西小倉駅前 - 大門 - 青葉車庫
    - 田野浦 - 門司港レトロ間は山手経由、門司港レトロ  - 大門間は70番、74番と同一経路。
    - 平日早朝1本のみ田野浦へ向かわず門司学園高校行きがあったが、2012年3月17日のダイヤ改正で門司学園高校が門司学園中学校の所在地、新門司付近へ移転したためレトロ桟橋通経由から淡島神社前経由にルート変更された。門司学園中高行きは2022年3月12日のダイヤ改正により門司駅まで短縮されたが、同年7月23日ダイヤ改正にて門司駅発着は77番として分離することとなった。

- ■□ 77
  - 門司駅前 - 新小文字病院前 - 手向山トンネル口 - 上富野一丁目 - 砂津 - 小倉駅入口 - 魚町 - 西小倉駅前 - 大門 - 青葉車庫
    - 2022年7月23日ダイヤ改正から新設の行先番号。従来の門司港レトロ - 小倉・戸畑系統の区間便で、門司駅 - 青葉車庫を新小文字病院前経由で結ぶ系統に当番号が割り振られている。
    - 上記系統のほか、大門→門司駅行き、中町・鳥越→青葉車庫行きは当番号へ統一されている。
- □ 7
  - 門司港駅前 - 門司港レトロ  - レトロ東本町一丁目 - 東門司一丁目 - 大久保越 - 田野浦 - 太刀浦埠頭入口

門司港地区から太刀浦埠頭を海岸・田野浦経由で運転。太刀浦埠頭への通勤客向けの路線であるため本数が少ない。一部は田野浦発着がある。田野浦方面は1日に3本しか運転せず、最終も夕方となる。以前は太刀浦まで運転していたが、2011年10月のダイヤ改正で1つ手前の太刀浦埠頭入口までに短縮された。
- ■□ 170（都市高速 春日 - 富野RP）
  - 田野浦 - 大久保越 - 東門司一丁目 - レトロ東本町一丁目 -門司港レトロ  - 春日町一丁目 - （春日）（都市高速）（富野） - 富野小学校前 - 附属小学校前 - 砂津 - 小倉駅入口 - 魚町 - 西小倉駅前 - ソレイユホール・ムーブ前 - 大手町
  - 田野浦 - 大久保越 - 東門司一丁目 - レトロ東本町一丁目 - 門司港レトロ  - 春日町一丁目 - （春日）（都市高速）（富野） - 富野小学校前 - 附属小学校前 - 砂津 - 小倉駅入口 - 魚町 - 西小倉駅前 - 大門 - 青葉車庫
  - 田野浦→大久保越→東門司一丁目→レトロ東本町一丁目→門司港レトロ →春日町一丁目→（春日）（都市高速）（富野）→富野小学校前→附属小学校前→砂津→小倉駅入口→魚町→西小倉駅前→大門→西小倉駅前→魚町→小倉駅入口→砂津→附属小学校前→富野小学校前→（富野）（都市高速）（春日）→春日町一丁目→門司港レトロ →レトロ東本町一丁目→東門司一丁目→大久保越→田野浦
    - 門司区中心部と小倉北区を都市高速経由で結ぶ。両地域を最速で結ぶ路線である。下富野、砂津一丁目、米町には停車しない。
    - 2012年3月17日のダイヤ改正で青葉車庫発着の大半が大手町発着となった。大手町には折返場がないため、折り返しまでは小倉北区役所の折返場で待機する。これにより門司港エリアから小倉城・勝山公園・ソレイユホールが一直線で行くことが可能となった。これによって大門ループは従来どおり数本のみ、青葉車庫も夜間に数本のみとなった。2022年7月23日のダイヤ改正で大手町発着は平日ダイヤのみ、朝1往復と夕方の田野浦行き1本を残し青葉車庫発着へ変更された。
    - 本数は基本的に1時間1本。全車大型スロープ付バスでの運行。
- ■□ 175（都市高速 春日 - 富野RP）
  - 田野浦←大久保越←谷町←長谷←春日町一丁目←（春日）（都市高速）（富野）←富野小学校前←附属小学校前←砂津←小倉駅入口←魚町←西小倉駅前←ソレイユホール・ムーブ前←大手町
  - 田野浦 - 大久保越 ‐ 谷町 - 長谷 - 春日町一丁目 - （春日）（都市高速）（富野） - 富野小学校前 - 附属小学校前 - 砂津 - 小倉駅入口 - 魚町 - 西小倉駅前 - 大門 - 青葉車庫
  - 田野浦→大久保越→谷町→長谷→春日町一丁目→（春日）（都市高速）（富野）→富野小学校前→附属小学校前→砂津→小倉駅入口→魚町→西小倉駅前→大門→西小倉駅前→魚町→小倉駅入口→砂津→附属小学校前→富野小学校前→（富野）（都市高速）（春日）→春日町一丁目→長谷→谷町→大久保越→田野浦
  - 門司区山手地区と小倉北区を都市高速経由で結ぶ。両地域を最速で結ぶ路線である。下富野、砂津一丁目、米町には停車しない。この路線のみ海岸・谷町経由のルートを半々で運転する（清見市民センターはこの路線のみ停車）。
  - 2012年3月17日のダイヤ改正で青葉車庫発着の大半が大手町発着となった。大手町には折返場がないため、折り返しまでは小倉北区役所の駐車場で待機する。これにより門司港エリアから小倉城・勝山公園・ソレイユホールが一直線で行くことが可能となった。これによって大門ループは従来どおり数本のみ、青葉車庫も夜間に数本のみとなった。2022年7月23日のダイヤ改正で大手町発着は平日ダイヤ夕方の田野浦行き2本を残し青葉車庫発着へ変更、大手町行きは廃止となった。
  - 本数は基本的に1時間1本。全車大型スロープ付バスでの運行。

### 門司 - 戸畑・中谷線
門司区と小倉北区を結ぶ路線。門司駅 - 鳥越間は社ノ木二丁目経由（国道3号より山手側の住宅地を抜ける）のため、上述の門司 - 戸畑線よりは時間を要する。
- ■□ 95（鳥越→青葉車庫は77）
  - 田野浦 - 清見三丁目 - 長谷 - 門司港レトロ - 門司港駅 - （→門司港レトロ →） - 二夕松町 - 小森江 - 門司駅前 - 社ノ木二丁目 - 手向山トンネル口 - 上富野一丁目 - 砂津 - 小倉駅入口 - 魚町 - 西小倉駅前 - 大門 - 青葉車庫
  - 田野浦 - （この間上記と同じ） - 魚町 - （ - 西小倉駅前 - ） - （→西小倉駅→）-　小倉北区役所前

小倉北区役所発着は平日朝と夕方に運転される（朝の1便は「西小倉駅（構内）」経由。但し、「西小倉駅前」は通過）。そのほかの時間帯はすべて青葉車庫発着。日中はおおむね1時間あたり1-2本を運行。

### 門司港ローカル線
門司区内の、主に東海岸（周防灘側）と西海岸（関門海峡側）を結ぶ路線。門司港駅発着が基本だが、門司営業所への出入便として田野浦発着も数本ある。
2021年11月頃より一部系統に大型車の他、スロープ付き中型車も使用している。
- □ 3（田野浦 - 門司港駅間） / 41（門司港駅 - 白野江間）
  - 田野浦 - 大久保越 - 東門司一丁目 -門司港レトロ  - 門司港駅前 - 門司港レトロ - 春日町一丁目 - 黒川 - 大積 - 白野江二丁目 - 白野江
    - 門司港駅から黒川を経由して白野江を結ぶ路線。以前は白野江より先の青浜まで運転していた。
- □ 45
  - 門司港駅前 - 門司港レトロ - 春日町一丁目 - 黒川 - 伊川 - 猿喰 - 門司学園中高
    - 門司港駅から黒川・伊川を経由して門司学園中高を結ぶ路線。こちらは通学向けの路線のため平日の一部のみ運転される。

### PayPayドーム/マリンメッセ線（臨時便）

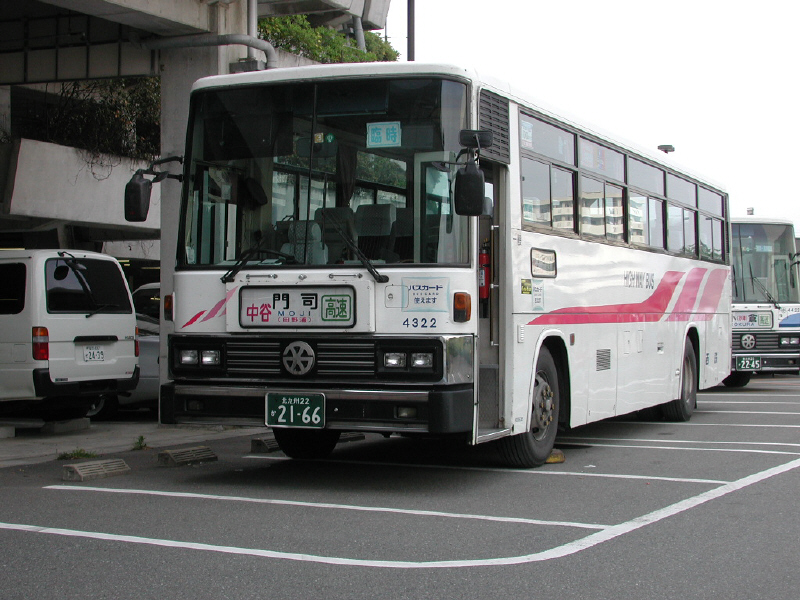
過去の車両

- 臨時過去の車両田野浦 - 【海岸】 -門司港レトロ (郵便局前） - 片上 - 大里東口 - 門司駅前 - 新小文字病院前 - 赤坂 - 砂津 - 小倉駅前 - 平和通り - 三萩野 - 片野駅 - 北方駅 - 北九州大学前・競馬場前 - 守恒駅 - 徳力公団前駅 - 徳力嵐山口駅 - 中谷 - (九州自動車道・都市高速） - PayPayドーム/マリンメッセ福岡

PayPayドームまたはマリンメッセ福岡でプロ野球、コンサートなどの大規模イベントが開催されるときに運行される。砂津 - 福岡都市高速間は定期便のなかたに号の経路とほぼ同一。

## 廃止路線

### 門司 - 戸畑線
- ■■ 63
  - 柄杓田（ひしゃくだ） - 伊川 - 淡島神社前 - (現行路線：戸畑駅)

2022年7月23日ダイヤ改正で柄杓田 - 戸畑駅間のうち上記区間は奥田線（恒見営業所）へ移管となり、通し運行は無くなった。
- □ 175
  - 田野浦→(現行路線)→西小倉駅前→ソレイユホール・ムーブ前→大手町

2022年7月23日ダイヤ改正で大手町行きは廃止となり、青葉車庫発着へと変更された。下りの大手町発田野浦行きは平日夕方のみ存続している。

### 門司 - 戸畑・八幡線
- ■■ 73
  - 田野浦 - 大久保越 - 東門司一丁目 - レトロ東本町一丁目 - レトロ桟橋通 - 二夕松町 - 小森江 - 門司駅前 - 新小文字病院前 - 手向山トンネル口 - 上富野一丁目 - 砂津 - 小倉駅入口 - 魚町 - 西小倉駅前 - 大門 - 金田二丁目 - （←金田陸橋西←） - 一枝入口 - 明治学園前 - 戸畑区役所 - 浅生通り - 浅生市場前 - 戸畑駅
  - 田野浦→大久保越→東門司一丁目→東本町二丁目 - レトロ東本町一丁目 - レトロ桟橋通 - 二夕松町 - 小森江 - 門司駅前 - 新小文字病院前 - 手向山トンネル口 - 上富野一丁目 - 砂津 - 小倉駅入口 - 魚町 - 西小倉駅前 - 大門 - 金田二丁目 - （←金田陸橋西←） - 一枝入口 - 明治学園前 - 戸畑区役所 - 浅生通り - 浅生市場前 - 戸畑駅

田野浦・門司港 - 戸畑駅間を海岸、レトロ桟橋通、一枝（福岡県道271号下到津戸畑線）経由で結ぶ路線。大里東口 - 戸畑駅間は63番と同一経路を通る。2017年3月24日限りで廃止。
以前は、門司港駅〜関門橋〜下関駅まで祝日のみ運行していた。平日はサンデン交通。
田野浦〜桟橋通り〜黒川〜九州自動車道〜天神・博多駅までの高速バスも担当した。

### 門司 - 小倉線
門司区と小倉北区を結ぶ路線。門司駅 - 鳥越間は社ノ木二丁目経由（国道3号より山手側の住宅地を抜ける）のため、上述の門司 - 戸畑・八幡線よりは時間を要する。
- ■□ 94
  - 門司学園中高←猿喰←伊川←淡島神社前←奥田一丁目←大川橋←門司駅前←門司体育館前←社ノ木二丁目←上藤松一丁目←藤松公団前←手向山トンネル口←上富野一丁目←砂津←小倉駅入口←魚町←西小倉駅前←大門←青葉車庫

平日しか運転されていない路線で藤松公団前を経由するためかなりの大回りとなる。朝に田野浦行きと門司学園高校行きが1本ずつ、夕方に小倉北区役所行きが1本あったが2012年3月17日の改正より門司方面のみの運行となり、門司学園高校が門司学園中学校の所在地である新門司付近に移転したため、門司港駅経由から淡島神社前経由にルート変更されたが2022年3月12日のダイヤ改正により廃止された。
- ■ 96
  - 田野浦 - 【山手】 - レトロ桟橋通 - 門司港駅 - 門司駅前 - 社ノ木二丁目 - 砂津 - 小倉駅入口 - 三萩野 - 南小倉駅前 - 到津の森公園 - 北九州パレス

もとは田野浦 - 砂津 - 三萩野 - 到津遊園の路線だったが、北九州パレスの開設に併せて延長された。1時間に1本運転されたが、2014年3月15日に廃止となった。
- ■□■ 6  門司〜徳力線
  - 田野浦 - 【海岸】 - レトロ桟橋通 - 門司港駅前 - 門司駅前 - 社ノ木二丁目 - 砂津 - 小倉駅入口 - 平和通 - 三萩野 - 城野四角 - 北九州市立大学前 - 守恒 - 徳力団地南 - 中谷

全行程約1時間40分を要する、北九州地区屈指の長距離路線。中谷営業所と共同運行。西鉄北方線の代替路線として運行が開始された。徳力団地経由のため、徳力公団前駅は経由しない。2015年10月1日より田野浦発着が全便門司駅前発着となり中谷営業所の単独運行となった。
- ■□ 94
  - 田野浦 ← 【山手】 ← レトロ桟橋通 ← 門司港駅 ← 門司駅前 ← 社ノ木二丁目 ← 藤松公団前 ← 砂津バスセンター ← 魚町 ← 小倉北区役所
- □■ 71（大手町発は西小倉駅前より70番として運行）
  - 田野浦 - 大久保越 - 東門司一丁目 - レトロ東本町一丁目 - レトロ桟橋通 - 二夕松町 - 小森江 - 門司駅前 - 新小文字病院前 - 手向山トンネル口 - 上富野一丁目 - 砂津 - 小倉駅入口 - 魚町 - 西小倉駅前 - ソレイユホール・ムーブ前 - 大手町
  - 東本町二丁目 - レトロ東本町一丁目 - レトロ桟橋通 - 二夕松町 - 小森江 - 門司駅前 - 新小文字病院前 - 手向山トンネル口 - 上富野一丁目 - 砂津 - 小倉駅入口 - 魚町 - 西小倉駅前 - ソレイユホール・ムーブ前 - 大手町
  - 門司港駅前←二夕松町←小森江←門司駅前←新小文字病院前←手向山トンネル口←上富野一丁目←砂津←小倉駅入口←魚町←西小倉駅前←ソレイユホール・ムーブ前←大手町（土曜日のみ運行）

大手町系統は2013年3月16日ダイヤ改正分からの新設路線。東本町二丁目発着も数本あり（始発は平日・土曜の1本のみ）、土曜のみ門司港駅前行きが運転された。2016年3月25日限りで廃止。
- ■□ 95
  - 田野浦 - 清見三丁目 - 長谷 - レトロ桟橋通 - 門司港駅 - （→レトロ桟橋通→） - 二夕松町 - 小森江 - 門司駅前 - 社ノ木二丁目 - 手向山トンネル口 - 上富野一丁目 - 砂津 - 小倉駅入口 - 魚町 - 西小倉駅前 - 大門 - 菜園場（さえんば） - 下到津一丁目−一枝−戸畑駅

西鉄バス北九州の路線で唯一菜園場を経由していた。下到津一丁目には折返場がないため、到着後は青葉車庫まで回送した（下到津一丁目発はその逆）。2017年3月24日限りで廃止。
門司ローカル線
41○田野浦・門司港駅 − 黒川 − 大積 − 白野江 − 青浜（白野江〜青浜間は、フリー乗降区間）
42○田野浦・門司港駅 − 黒川 − 大積東口 − 水天宮前 − 喜多久
一時期は門司〜戸畑線の一部が門司港駅発着となり白野江線（門司ローカル線）喜多久・青浜まで運行していたが利用客の減少により廃止
5○太刀浦 − 太刀浦埠頭入口 − 田野浦 − 【山手】 − 門司港駅 − 和布刈
4○門司港駅 − 東本町 − めかり塩水プール
市内線
1○田野浦 − 【海岸】 − 門司港駅 − 【山手】 − 田野浦
2○田野浦 − 【山手】 − 門司港駅 − 【海岸】 − 田野浦
3○太刀浦 − 太刀浦埠頭入口 − 田野浦 − 【山手】 − 門司港駅が存在したが市内線は、門司 - 小倉・徳力線が全て門司港駅構内に入る形で廃止され、4○は、門司〜戸畑線に吸収され74○に変更となった。門司 - 戸畑線では珍しく門司港駅構内に入るようになった。

### 門司港ローカル線
- □  43（田野浦行きは門司港駅前から3番）
  - 田野浦←(海岸経由)←門司港駅前 - 門司港レトロ - 春日町一丁目 - 黒川 - 柄杓田

門司港駅から黒川を経由して柄杓田を結ぶ路線。しかし同ルートを通る40番があるせいか本数が少なく平日のみ運転されていた。柄杓田発は時刻表上はすべて門司港駅行きであったが、昼に1本だけ田野浦まで直通する便があり、門司港駅前から3番田野浦行きとして運行されていた。2022年7月23日ダイヤ改正で43番は廃止となり、柄杓田～門司港は40番のみとなった。
- □  3（田野浦行きは門司港駅前から3番）
  - 田野浦→大久保越→東門司一丁目→門司港レトロ→門司港駅前 - (現行路線：門司学園中高)

門司港駅から黒川を経由して柄杓田を結ぶ路線。しかし同ルートを通る40番があるせいか本数が少なく平日のみ運転されていた。柄杓田発は時刻表上はすべて門司港駅行きであったが、昼に1本だけ田野浦まで直通する便があり、門司港駅前から3番田野浦行きとして運行されていた。2022年7月23日ダイヤ改正で43番は廃止となり、柄杓田～門司港は40番のみとなった。

### めかり周遊バス・めかり絶景バス
- めかり周遊バス

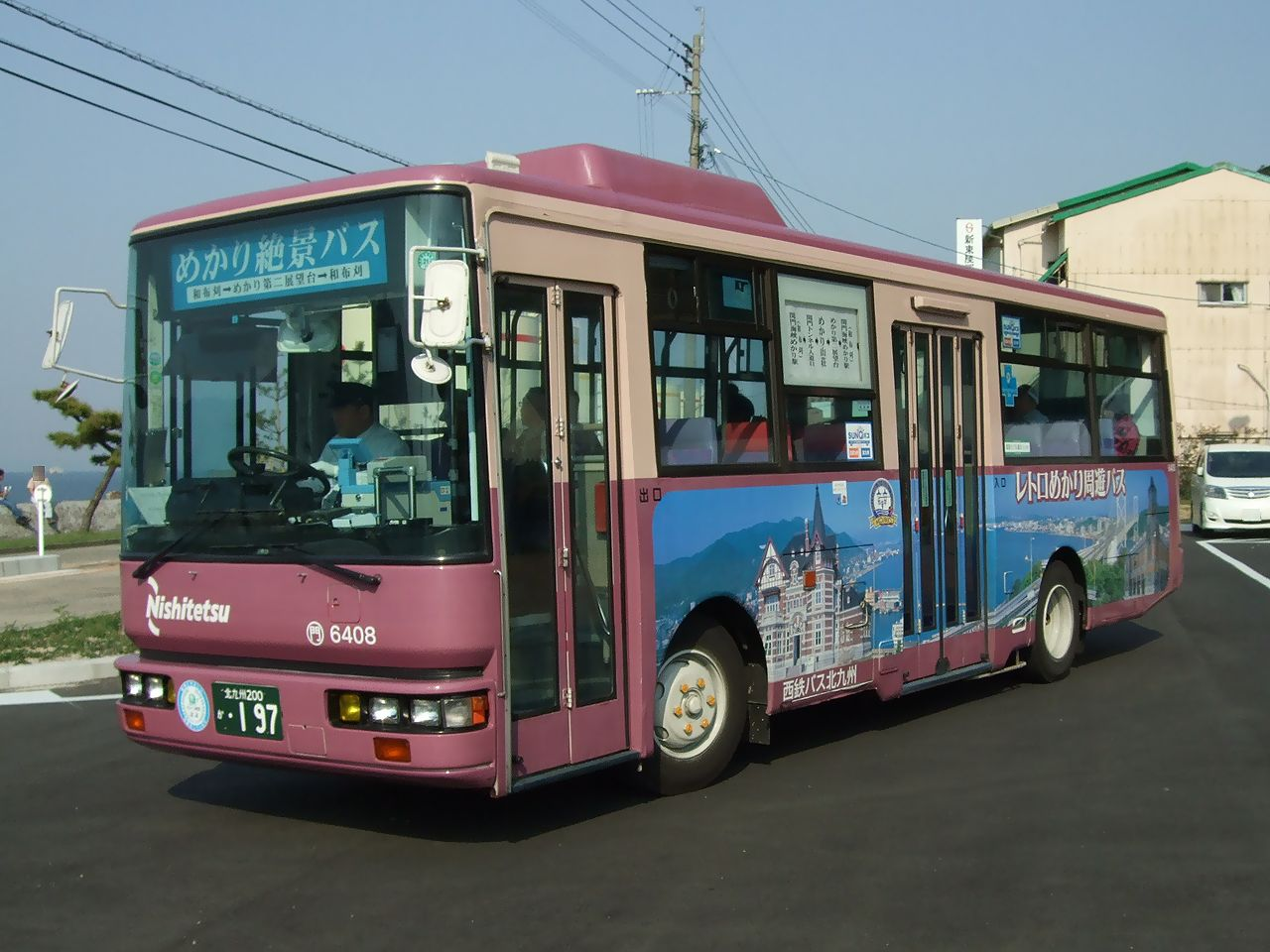
めかり周遊バス・めかり絶景バス専用車

  - 門司港駅前 ⇒ レトロ展望室 ⇒ めかり地区 ⇒ 甲宗八幡宮前 ⇒ レトロ桟橋通 ⇒ 門司港駅
- めかり絶景バス
  - めかり ⇒ 関門トンネル人道口 ⇒ 和布刈公園前 ⇒ めかり山荘 ⇒ めかり第二展望台 ⇒ めかり 
    - ※最終便は門司港駅まで運行

門司港駅の北側にあるめかり地区を周遊する路線。土日祝日と春休み・夏休み・冬休み中のうち、平成筑豊鉄道門司港レトロ観光線の列車が運行される4月から11月までの土日祝日・春休み・夏休み期間はめかり地区のみを運行する「めかり絶景バス」が運行され、同線が運休する12月から3月までの土日祝日・年末年始は門司港駅を起点とする「めかり周遊バス」が運行された。
2005年7月2日に門司港レトロ開業10周年記念として「めかり周遊バス」の運行を開始。2009年に門司港レトロ観光線が開業したことに伴い、同線の運行日は「めかり周遊バス」に代わり「めかり絶景バス」の運行を開始した。
2010年3月までの運行を最後に「めかり周遊バス」が運行中止となり、2013年2月限りで「めかり絶景バス」が廃止された（運行は2012年11月まで）。
車両は当初、専用のラッピングを施した中型車両を使用していたが、2010年からは一般の中型車に置き換えられた。
ボランティアのガイドが乗車して案内を行っていた。

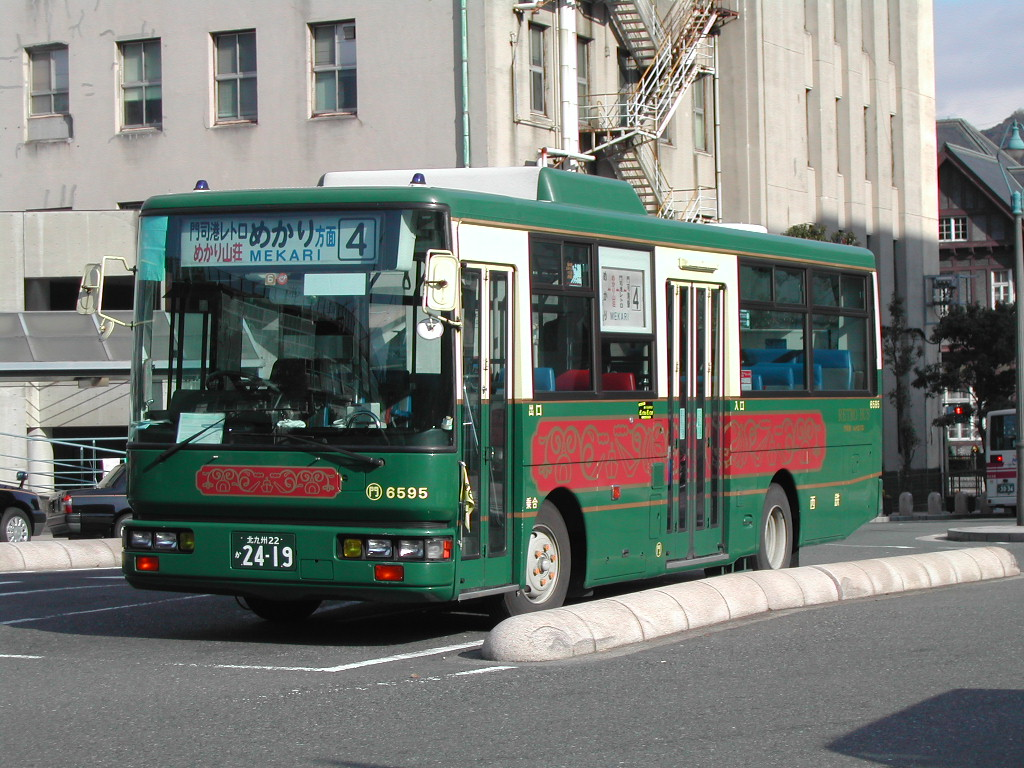
４番　めかり行き

### 高速バス
- 福岡 - 下関 「ふくふく号」 （田野浦〜下関駅間は回送）（2020年3月14日に北九州高速自動車営業所より路線移管、北九州側のみ）　※サンデン交通と共同運行
  - 2023年3月25日を以って当営業所による運行を終了。路線自体は福岡側の博多自動車営業所によって現在も運行中。

## 車両
- 路線車
  - 大型車は日産ディーゼルと日野（ハイブリッドバス、ブルーリボンⅡ）、いすゞ(エルガノンステップ)の配置。日野・いすゞ以外は西工B型。中型車はいすゞ(エルガミオノンステップ)を配置。
  - 高速車はペイペイドーム・マリンメッセ臨時中心で運用される日産ディーゼル（当時、現「UDトラックス」）・スペースランナーRA（西工 B-I）を配置しており、西鉄バス北九州所有。かつては北九州高速自動車営業所から転属して来た日産ディーゼル・スペースランナーRA（西工 B-I）も配置していた。後者は西日本鉄道本体の所有で福岡-下関線で運用していたが、路線撤退により他営業所に転属している。

- 貸切車

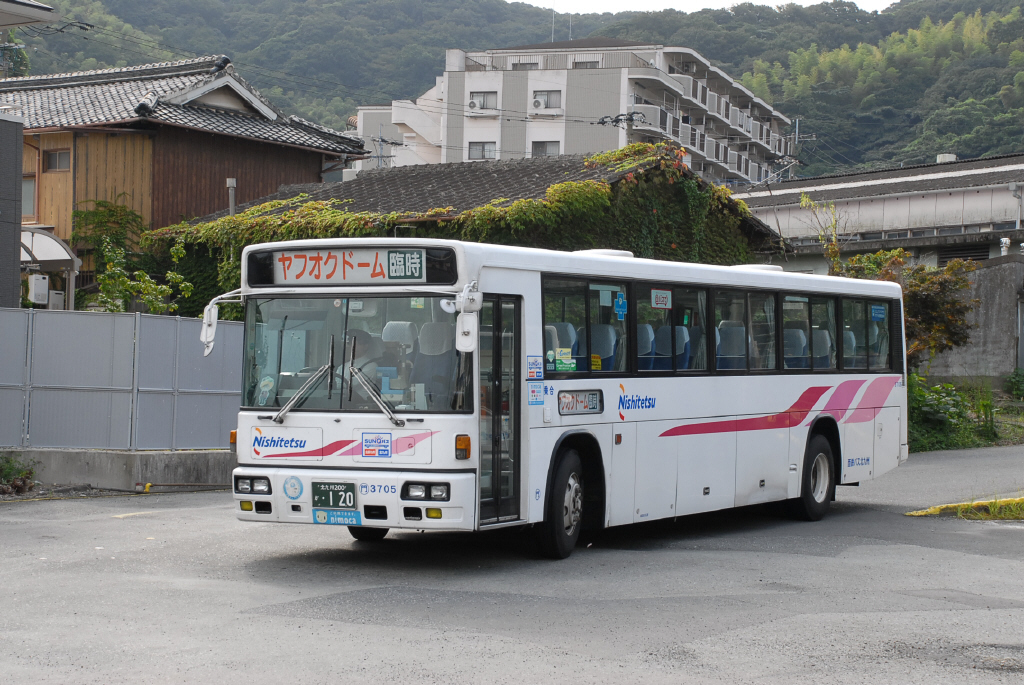
ドーム臨時

2011年9月、北九州市営バスより養護スクールバスの運行を受託。それに伴い、養護スクールバスを市営バスより1台（日産ディーゼル）受託している。